# Home for Christmas (álbum de 'N Sync)
Home for Christmas es el nombre de un álbum lanzado para las épocas navideñas del grupo pop estadounidense 'N Sync, Fue lanzado al mercado el 10 de noviembre de 1998. Es un álbum lanzado para las épocas navideñas. El sencillo principal del álbum es "Merry Christmas, Happy Holidays", que recibió un éxito moderado en las radios. 
Fue certificado como doble disco de platino en Estados Unidos y platino en Canadá y vendió 4 millones de copias en el mundo.

## Lista de canciones
| Home for Christmas |                                         |                                      |          |  |
| N.º                | Título                                  | Escritor(es)                         | Duración |  |
| 1.                 | «Home for Christmas»                    | Haase, Morehead                      | 4:28     |  |
| 2.                 | «Under My Tree»                         | Peiken, Roche                        | 4:32     |  |
| 3.                 | «I Never Knew the Meaning of Christmas» | Rogers, Sturken                      | 4:45     |  |
| 4.                 | «Merry Christmas, Happy Holidays»       | Renn, Chasez, Timberlake             | 4:12     |  |
| 5.                 | «The Christmas Song»                    | Mel Tormé, Robert Wells              | 3:15     |  |
| 6.                 | «I Guess It's Christmas Time»           | Peiken, Bliss                        | 3:52     |  |
| 7.                 | «All I Want Is You This Christmas»      | Briley, Calitri                      | 3:43     |  |
| 8.                 | «The First Noel»                        | Traditional                          | 3:28     |  |
| 9.                 | «In Love on Christmas»                  | Bennett, Hailey, Hailey              | 4:06     |  |
| 10.                | «It's Christmas»                        | Ries, Thomas                         | 4:29     |  |
| 11.                | «O Holy Night»                          | Traditional, arranged by Robin Wiley | 3:33     |  |
| 12.                | «Love's in Our Hearts on Christmas Day» | Haase, Lowell, Werking               | 3:54     |  |
| 13.                | «The Only Gift»                         | Christensen, Franzell                | 3:51     |  |
| 14.                | «Kiss Me at Midnight»                   | Renn, Lamb                           | 3:28     |  |

## Otras canciones
Otras dos canciones navideñas no entraron en este álbum pero aparecieron en otras grabaciones:
- «I Don't Wanna Spend One More Christmas Without You» (Encontrada en "Now That's What I Call Christmas Vol. 2")
- «You Don't Have to Be Alone (On Christmas)» (Encontrada en "The Grinch" soundtrack)

## Posicionamiento
- The Billboard 200: 7[3]